# Stezka Rebastemäe
Stezka Rebastemäe, estonsky Rebastemäe õpperada, je okružní turistická trasa či spíše naučná stezka ležící na území vesnic Kõpu a Mägipe v přírodní rezervace Kõpu (Kõpu looduskaitseala) na ostrově Hiiumaa v kraji Hiiumaa v Estonsku.

## Další informace
Stezka se nachází v nejvyšší a údajně i nejstarší části západního Estonska, na poloostrově Kõpu, který byl v minulosti malým ostrovem. Stezka vede přes Kaplimäe (63,5 m n. m.), což je druhý nejvyšší kopec/hora/písečná duna ostrova Hiiumaa. Trasa vede přes druhově a typově různorodé lesy a okrajově i stepi. Ledovec v době ledové měl výrazný vliv na formování místní písčité krajiny. Na značené trase je 8 menších informačních tabulí a 1 velká informační tabule na začátku trasy. Text na nformačních tabulích je psán v estonštině a angličtině. Na stezce jsou také schody a vyhlídky. Délka stezky je cca 1,5 km. Stezka byla renovována a termín dokončení prací byl 1. listopadu 2022. Zřizovatelem trasy je RMK a stezka je celoročně volně přístupná.

## Galerie

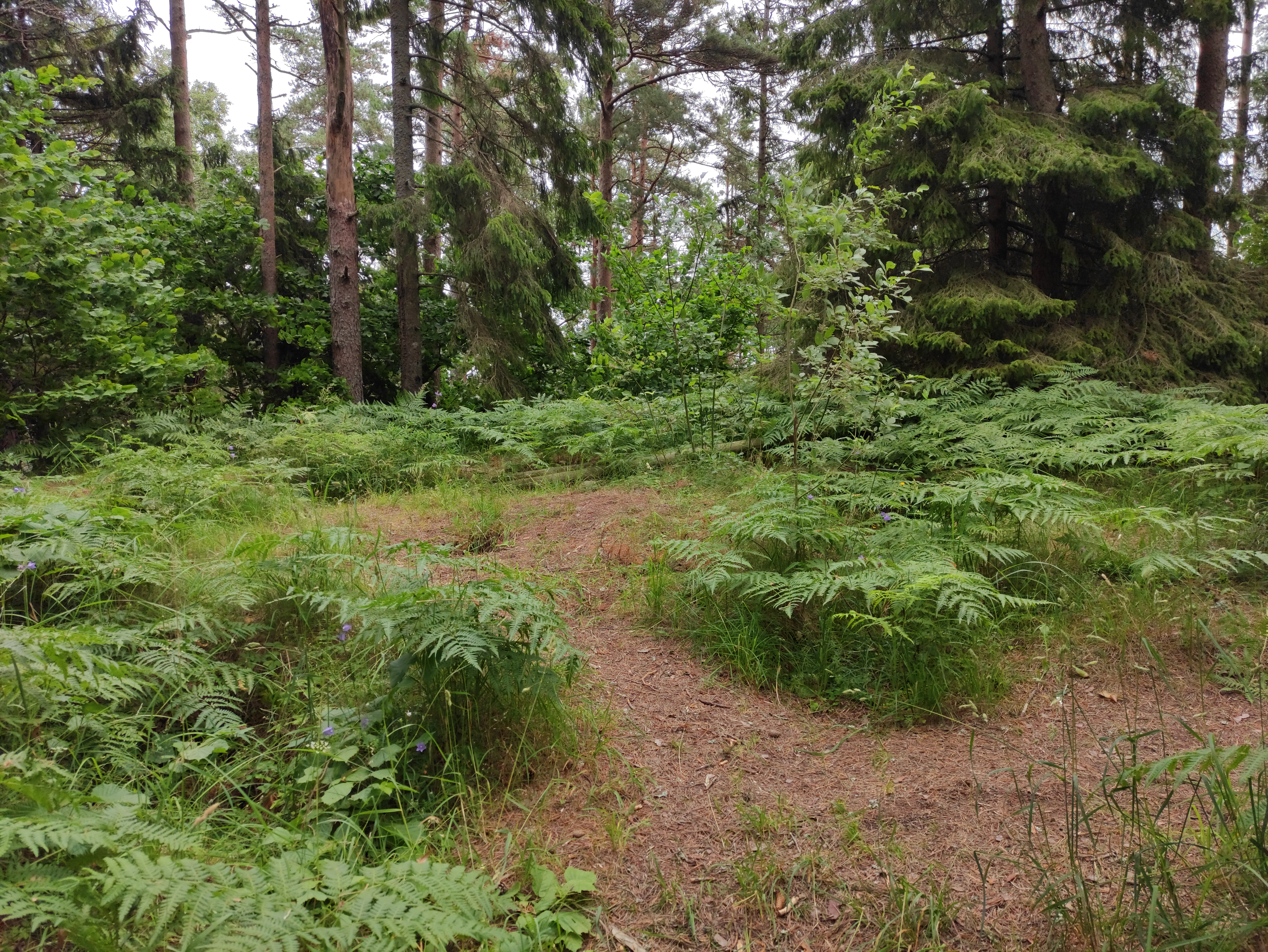
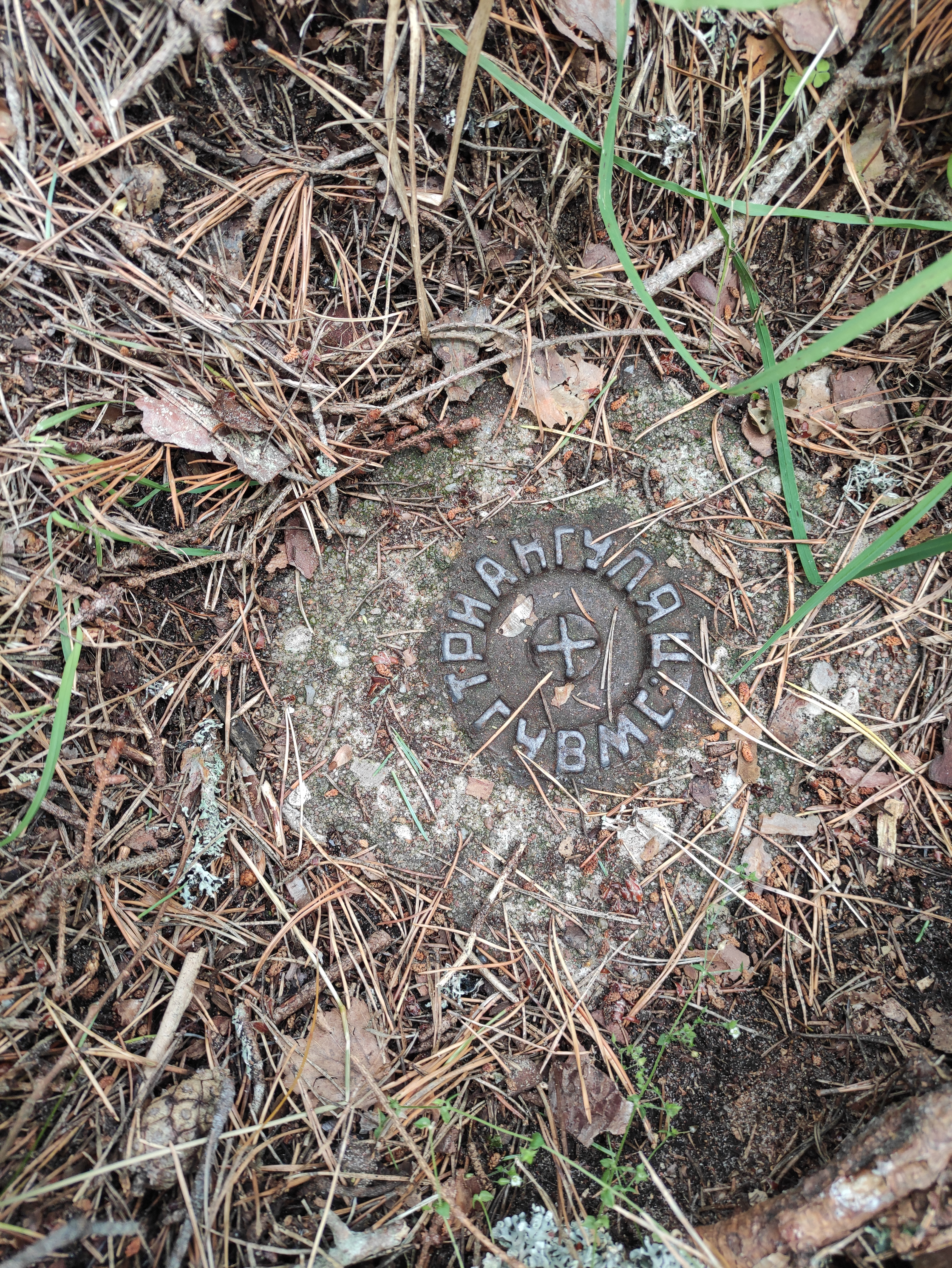
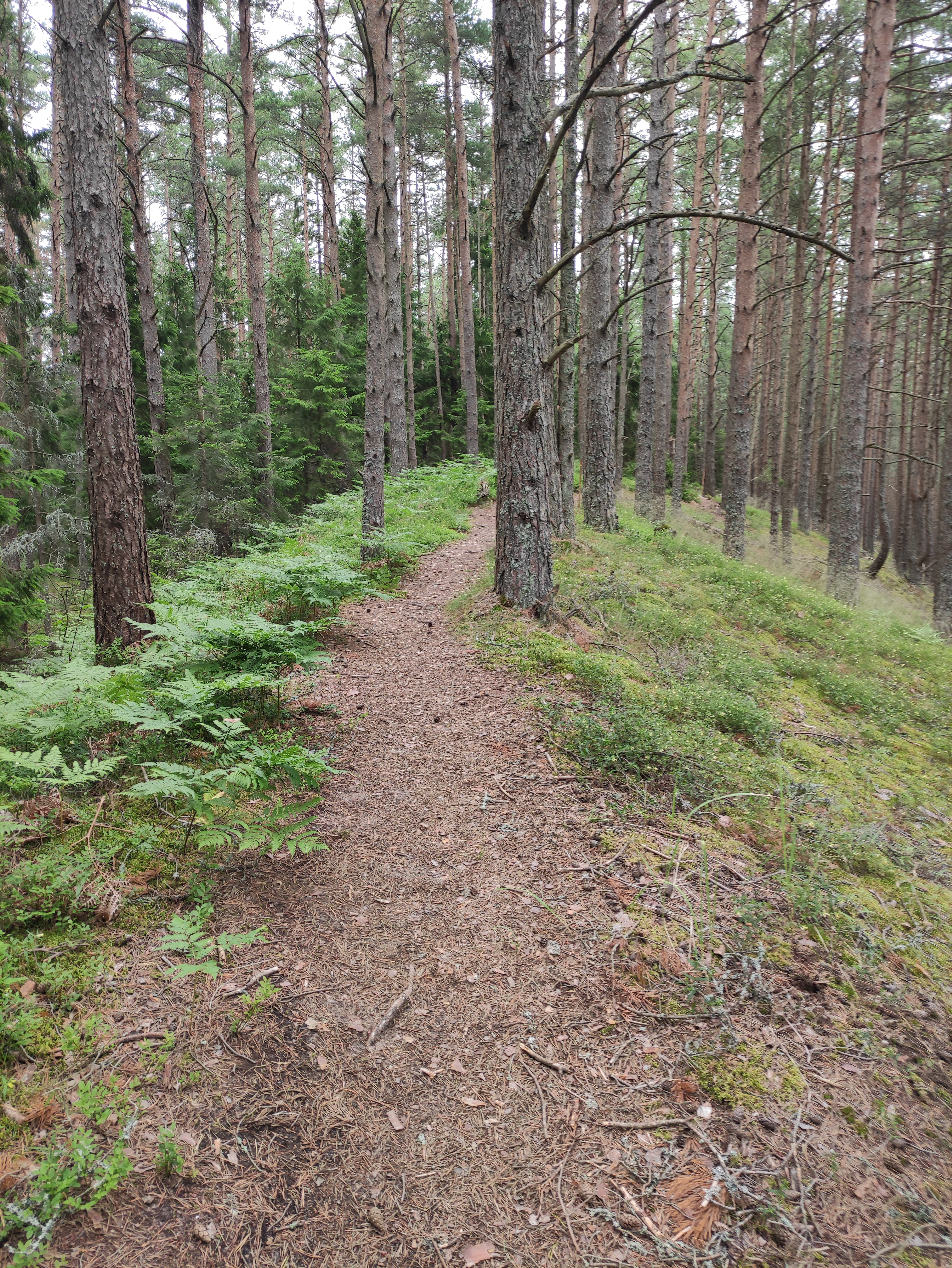
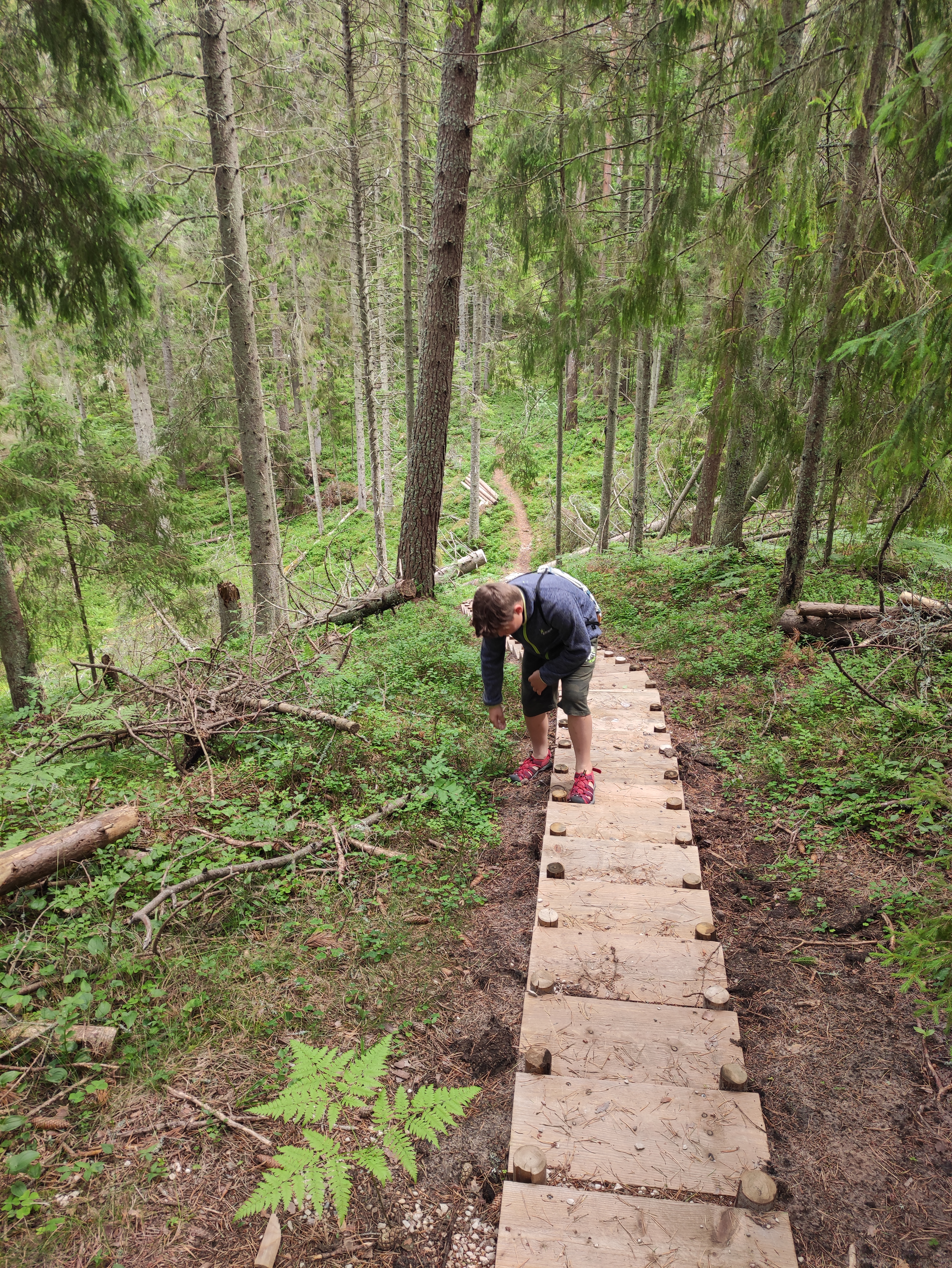
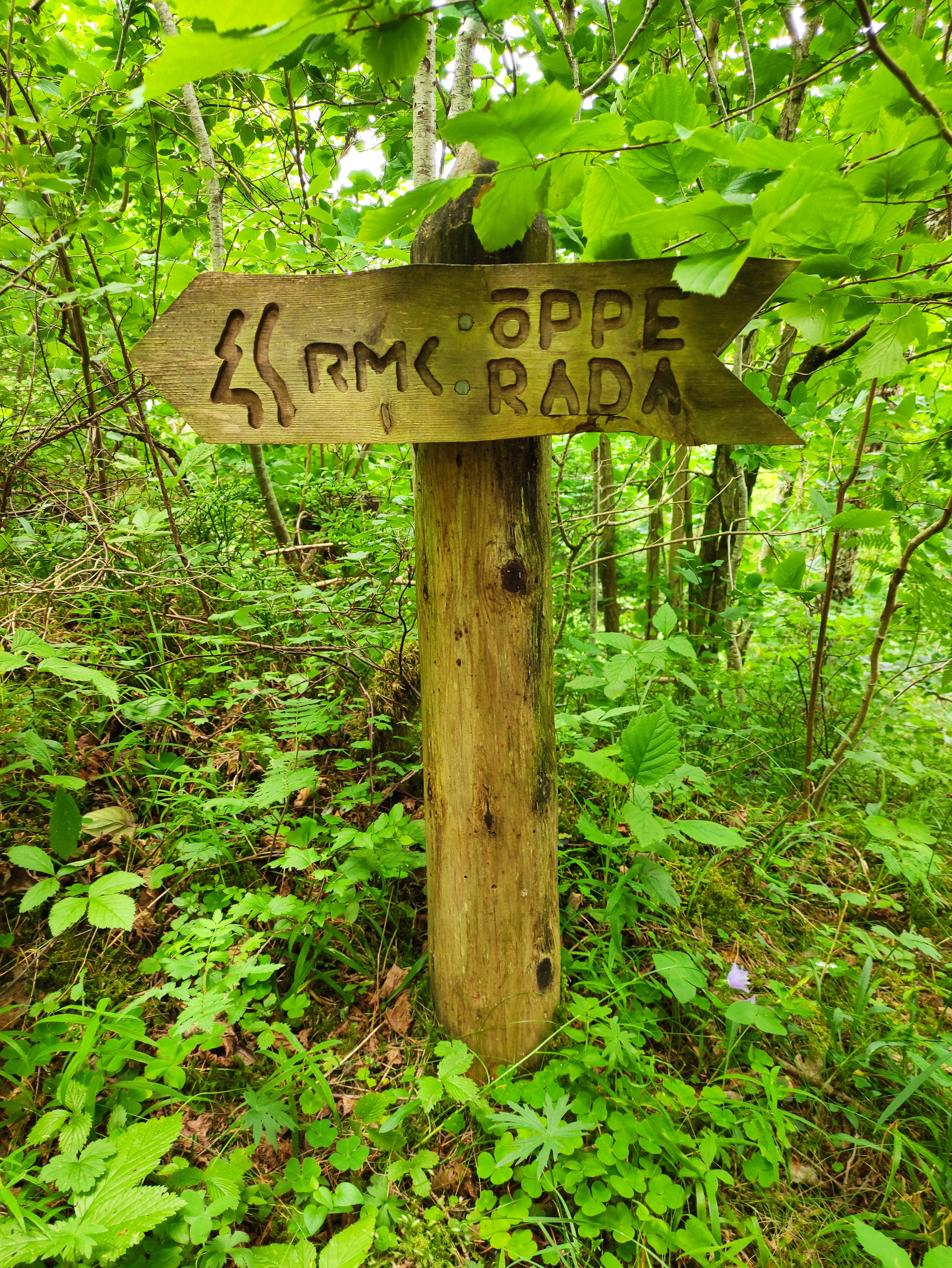
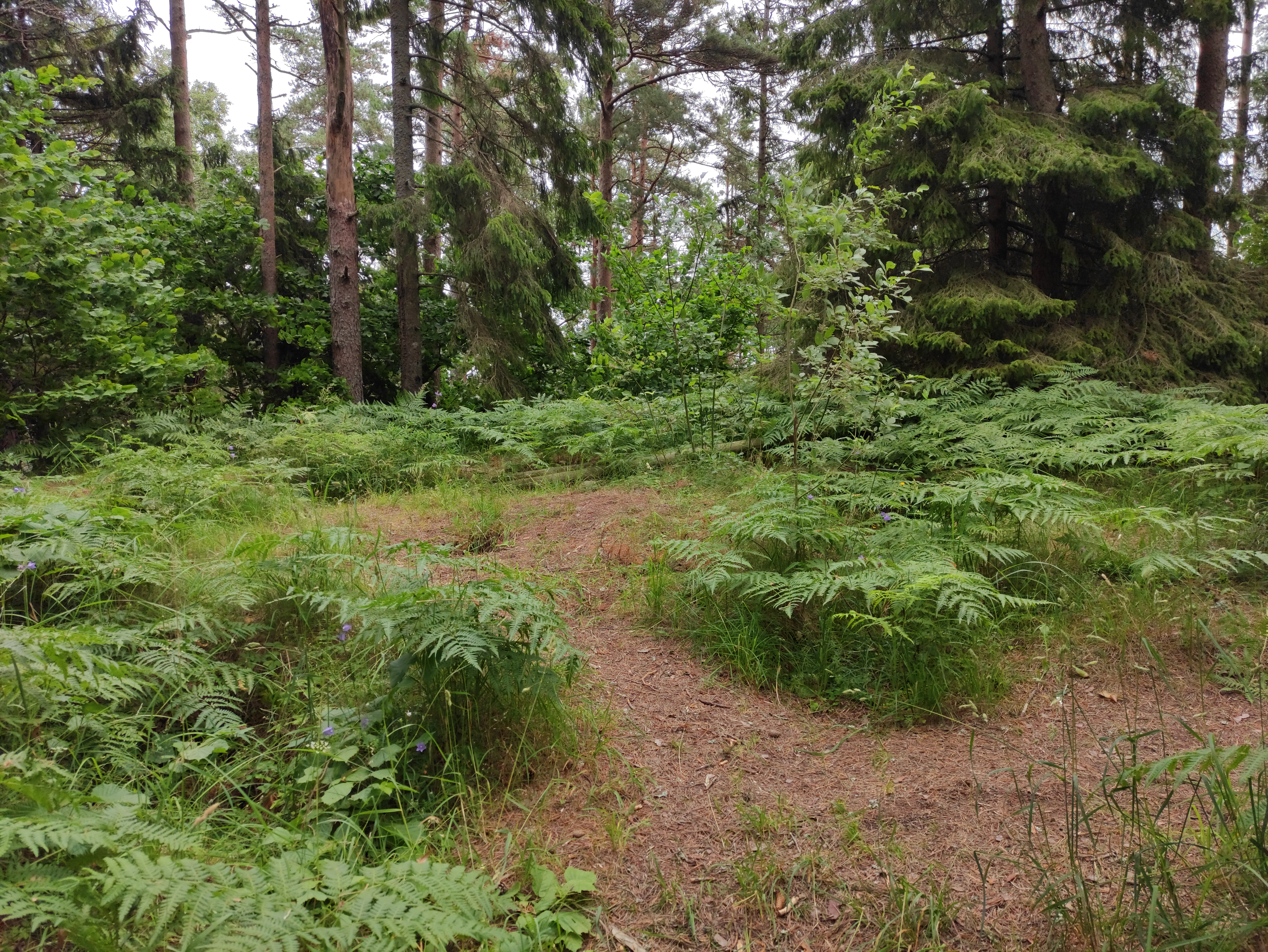